# Meganomia andersoni
Meganomia andersoni là một loài ong trong họ Melittidae. Loài này được Meade-Waldo miêu tả khoa học đầu tiên năm 1916.